# Miki Manojlović
Predrag „Miki” Manojlović (în sârbă Предраг "Мики" Манојловић; n. 5 aprilie 1950, Belgrad, RP Serbia, RSF Iugoslavia) este un actor sârb, celebru pentru rolurile sale în unele dintre cele mai importante filme ale fostei cinematografii iugoslave. De la începutul anilor 1990, a jucat cu succes în filme realizate în afara Balcanilor; el interpretează în prezent în producții din toată Europa.
A primit Arena de Aur pentru cel mai bun actor la Festivalul de Film de la Pula în 1983 pentru rolul său din filmul Nešto između (regia Srđan Karanović) și în 1985 pentru filmul Tata în călătorie de afaceri (regia Emir Kusturica).

## Carieră
Manojlović a crescut într-o familie de actori de teatru - tatăl său a fost Ivan Manojlović și mama sa a fost Zorka Doknić. După debutul său pe ecran în 1970, tânărul Predrag a continuat să apară în numeroase filme și drame TV realizate în RSF Iugoslavia, dintre care unele, precum serialul TV din 1975 Grlom u jagode unde a avut un rol memorabil Miki Rubiroza, care a obținut statutul de idol. 
Este, probabil, cel mai cunoscut pentru rolul tatălui în filmul din 1985 al lui Emir Kusturica Tata în călătorie de afaceri și ca Marko Dren, un oportunist tragic, în Underground din 1995 (regizat, de asemenea, de Kusturica). Manojlović este cunoscut pentru versatilitatea sa care l-a ajutat să lase o impresie puternică atât în rolurile principale, cât și în rolurile secundare, în drame și comedii diverse,  rolul său secundar în comedia din 1992 Mi nismo anđeli fiind un exemplu în acest sens. A jucat rolul lui Agostino Tassi în filmul Artemisia din 1997 și în cel al lui Miki în tragicomedia Irina Palm din 2007.
În timpul bombardamentelor NATO din 1999, Miki a declarat: „Occidentalii trebuie să înțeleagă că nimeni nu poate constrânge pe nimeni, că Balcanii trebuie să-și trăiască propria viață cu propria lor multiplicitate de culturi, religii și limbi. Ei trebuie să înțeleagă că nu ar trebui să înrăutățească situația cu propriile frustrări și cu ideile lor care nu funcționează; și cu cât mai multe bombe cad în Iugoslavia, cu atât va fi mai mică siguranța în Europa." 
În februarie 2009, Guvernul Serbiei l-a numit președinte al Centrului Sârb al Cinematografiei.

## Viață personală
Manojlović este căsătorit cu actrița Tamara Vučković cu care are un fiu, Ivan. Are o fiică, Čarna Manojlović, dintr-o căsătorie anterioară. 

## Filmografie
- Otpisani (serial TV) (1974)
- Košava (1974)
- Priča o vojniku (1976)
- Hajka (1977)
- Posljednji podvig diverzanta Oblaka (1978)
- Sok od šljiva (1981)
- Piknik u Topoli (1981)
- Samo jednom se ljubi (1981)
- 1981 Sezon de pace la Paris (Sezona mira u Parizu), regia Predrag Golubović
- 13. jul (1982)
- Nešto između (1983)
- U raljama života (1984)
- Tajvanska kanasta (1985)
- Jagode u grlu (1985)
- 1985 Tata în călătorie de afaceri (Otac na službenom putu), regia Emir Kusturica
- Za sreću je potrebno troje (1985)
- Race for the Bomb (miniserie TV) (1987)
- Vuk Karadžić (serial TV) (1987)
- Vreme čuda (1989)
- Seobe (1989)
- Un week-end sur deux (1990)
- Mi nismo anđeli (1992)
- Tito i ja (1992)
- Tango Argentino (1992)
- La Piste du télégraphe (1994)
- 1995 Underground, regia Emir Kusturica
- Someone Else's America (1995)
- Portraits chinois (1996)
- Gypsy Magic (1997)
- Artemisia (1997)
- Il Macellaio (1998)
- 1998 Rănile (Rane), regia Srđan Dragojević
- 1998 Bure baruta
- 1998 Pisică albă, pisică neagră (Crna mačka, beli mačor), regia Emir Kusturica
- Set Me Free (Emporte-moi) (1999)
- Rien à dire (1999)
- Les Amants criminels (1999)
- Voci (2000)
- Épouse-moi (2000)
- Sans plomb (2000)
- 2001 Mortel transfert
- Jeu de cons (2001)
- Kako loš son (2002)
- Les Marins perdus (2003)
- Mali svet (2003)
- Tor zum Himmel (2003)
- Mathilde (2004)
- Hurensohn (2004)
- Ne fais pas ça (2004)
- 100 minuta slave (2004)
- Mi nismo anđeli 2 (2005)
- Ze film (2005)
- L'Enfer (2005)
- La Fine del mare (2007)
- Klopka (2007)
- Irina Palm (2007)
- Hadersfild (2007)
- Zavet (2007)
- Svetat e golyam i spasenie debne otvsyakade (2008)
- Largo Winch (2008)
- Solemn Promise (2009)
- Just Between Us (2010)
- Cirkus Columbia (2010)
- The Burma Conspiracy (2011)
- The Judgement (2014)
- On the Milky Road (2016)

## Legături externe
- Miki Manojlović la Internet Movie Database

## Vezi și
- Listă de actori sârbi
- Listă de regizori sârbi